# Asahi (Chiba)
Pour les articles homonymes, voir Asahi.
Asahi (旭市, Asahi-shi) est une ville de la préfecture de Chiba, au Japon.

## Géographie

### Situation
Asahi est située dans le nord-est de la préfecture de Chiba, bordée par l'océan Pacifique au sud-est.

### Municipalités limitrophes
| Katori | Tōnoshō         | Chōshi          |
| Sōsa   | Asahi           | Chōshi          |
| Sōsa   | océan Pacifique | océan Pacifique |

### Démographie
En juillet 2024, la population d'Asahi s'élevait à 62 225 habitants, répartis sur une superficie de 130,45 km2.

### Climat
Asahi a un climat subtropical humide caractérisé par des étés chauds et des hivers frais avec peu ou pas de chutes de neige. La température moyenne annuelle à Asahi est de 15,0 °C. La pluviométrie annuelle moyenne est de 1 559 mm, septembre étant le mois le plus humide. Les températures sont les plus élevées en moyenne en août, autour de 25,8 °C, et les plus basses en janvier, autour de 5,2 °C.

## Histoire
Asahi a été fondée le 1er juillet 1954.
Le 1er juillet 2005, les bourgs de Hitaka (district de Katori), Iioka et Unakami (district de Kaijō) ont été intégrés à Asahi.

## Culture locale et patrimoine
- Ryūfuku-ji

## Transports
La ville est desservie par la ligne Sōbu de la JR East. La gare d'Asahi est la principale gare de la ville.

## Jumelages
- Chino (Japon)
- Nakagusuku (Japon)